# Championnat du monde des rallyes 1996
Navigation
1995 1997

## Épreuves
|                 |                          |                     |                       |
| Noir = Asphalte | Marron = Terre / Gravier | Bleu = Neige/ glace | Rouge = Surface mixte |

### Calendrier / Résultats
| Calendrier / Résultats du championnat du monde des rallyes 1996 | Calendrier / Résultats du championnat du monde des rallyes 1996 | Calendrier / Résultats du championnat du monde des rallyes 1996 | Calendrier / Résultats du championnat du monde des rallyes 1996 | Calendrier / Résultats du championnat du monde des rallyes 1996 | Calendrier / Résultats du championnat du monde des rallyes 1996 | Calendrier / Résultats du championnat du monde des rallyes 1996 | Calendrier / Résultats du championnat du monde des rallyes 1996 |
| Manche                                                          | Rallye                                                          | Rallye                                                          | Podium                                                          | Podium                                                          | Podium                                                          | Podium                                                          | Podium                                                          |
| Manche                                                          | Rallye                                                          | Rallye                                                          | #                                                               | Pilote                                                          | Copilote                                                        | Voiture                                                         | Temps                                                           |
| --------------------------------------------------------------- | --------------------------------------------------------------- | --------------------------------------------------------------- | --------------------------------------------------------------- | --------------------------------------------------------------- | --------------------------------------------------------------- | --------------------------------------------------------------- | --------------------------------------------------------------- |
| 1                                                               | 45e Rallye de Suède (9-11 février)                              | 27 spéciales 490,64 km Neige/Glace                              | 1                                                               | Tommi Mäkinen                                                   | Seppo Harjanne                                                  | Mitsubishi Lancer Evo 3                                         | 4 h 37 min 10 s                                                 |
| 1                                                               | 45e Rallye de Suède (9-11 février)                              | 27 spéciales 490,64 km Neige/Glace                              | 2                                                               | Carlos Sainz                                                    | Luis Moya                                                       | Ford Escort RS Cosworth                                         | +23 s                                                           |
| 1                                                               | 45e Rallye de Suède (9-11 février)                              | 27 spéciales 490,64 km Neige/Glace                              | 3                                                               | Colin McRae                                                     | Derek Ringer                                                    | Subaru Impreza 555                                              | +1 min 05 s                                                     |
|                                                                 |                                                                 |                                                                 |                                                                 |                                                                 |                                                                 |                                                                 |                                                                 |
| 2                                                               | 44e Rallye Safari (5-7 avril)                                   | 15 spéciales 1 493,20 km Gravier                                | 1                                                               | Tommi Mäkinen                                                   | Seppo Harjanne                                                  | Mitsubishi Lancer Evo 3                                         | 12 h 41 min 12 s                                                |
| 2                                                               | 44e Rallye Safari (5-7 avril)                                   | 15 spéciales 1 493,20 km Gravier                                | 2                                                               | Kenneth Eriksson                                                | Staffan Parmander                                               | Subaru Impreza 555                                              | +14 min 16 s                                                    |
| 2                                                               | 44e Rallye Safari (5-7 avril)                                   | 15 spéciales 1 493,20 km Gravier                                | 3                                                               | Ian Duncan                                                      | Ian Munro                                                       | Toyota Celica GT-Four                                           | +44 min 00 s                                                    |
|                                                                 |                                                                 |                                                                 |                                                                 |                                                                 |                                                                 |                                                                 |                                                                 |
| 3                                                               | 21e Rallye d'Indonésie (10-12 mai)                              | 27 spéciales 460,81 km Gravier                                  | 1                                                               | Carlos Sainz                                                    | Luis Moya                                                       | Ford Escort RS Cosworth                                         | 5 h 30 min 00 s                                                 |
| 3                                                               | 21e Rallye d'Indonésie (10-12 mai)                              | 27 spéciales 460,81 km Gravier                                  | 2                                                               | Piero Liatti                                                    | Fabrizia Pons                                                   | Subaru Impreza 555                                              | +23 s                                                           |
| 3                                                               | 21e Rallye d'Indonésie (10-12 mai)                              | 27 spéciales 460,81 km Gravier                                  | 3                                                               | Juha Kankkunen                                                  | Nicky Grist                                                     | Toyota Celica GT-Four                                           | +1 min 02 s                                                     |
|                                                                 |                                                                 |                                                                 |                                                                 |                                                                 |                                                                 |                                                                 |                                                                 |
| 4                                                               | 43e Rallye de l'Acropole (2-4 juin)                             | 21 spéciales 453,34 km Gravier                                  | 1                                                               | Colin McRae                                                     | Derek Ringer                                                    | Subaru Impreza 555                                              | 5 h 33 min 12 s                                                 |
| 4                                                               | 43e Rallye de l'Acropole (2-4 juin)                             | 21 spéciales 453,34 km Gravier                                  | 2                                                               | Tommi Mäkinen                                                   | Seppo Harjanne                                                  | Mitsubishi Lancer Evo 3                                         | +50 s                                                           |
| 4                                                               | 43e Rallye de l'Acropole (2-4 juin)                             | 21 spéciales 453,34 km Gravier                                  | 3                                                               | Carlos Sainz                                                    | Luis Moya                                                       | Ford Escort RS Cosworth                                         | +3 min 21 s                                                     |
|                                                                 |                                                                 |                                                                 |                                                                 |                                                                 |                                                                 |                                                                 |                                                                 |
| 5                                                               | 16e Rallye d'Argentine (4-6 juillet)                            | 28 spéciales 516,15 km Gravier                                  | 1                                                               | Tommi Mäkinen                                                   | Seppo Harjanne                                                  | Mitsubishi Lancer Evo 3                                         | 5 h 48 min 42 s                                                 |
| 5                                                               | 16e Rallye d'Argentine (4-6 juillet)                            | 28 spéciales 516,15 km Gravier                                  | 2                                                               | Carlos Sainz                                                    | Luis Moya                                                       | Ford Escort RS Cosworth                                         | +1 min 35 s                                                     |
| 5                                                               | 16e Rallye d'Argentine (4-6 juillet)                            | 28 spéciales 516,15 km Gravier                                  | 3                                                               | Kenneth Eriksson                                                | Staffan Parmander                                               | Subaru Impreza 555                                              | +4 min 39 s                                                     |
|                                                                 |                                                                 |                                                                 |                                                                 |                                                                 |                                                                 |                                                                 |                                                                 |
| 6                                                               | 46e Rallye de Finlande (23-26 août)                             | 29 spéciales 476,41 km Gravier                                  | 1                                                               | Tommi Mäkinen                                                   | Seppo Harjanne                                                  | Mitsubishi Lancer Evo 3                                         | 4 h 04 min 13 s                                                 |
| 6                                                               | 46e Rallye de Finlande (23-26 août)                             | 29 spéciales 476,41 km Gravier                                  | 2                                                               | Juha Kankkunen                                                  | Nicky Grist                                                     | Toyota Celica GT-Four                                           | +46 s                                                           |
| 6                                                               | 46e Rallye de Finlande (23-26 août)                             | 29 spéciales 476,41 km Gravier                                  | 3                                                               | Jarmo Kytölehto                                                 | Arto Kapanen                                                    | Ford Escort RS Cosworth                                         | +2 min 27 s                                                     |
|                                                                 |                                                                 |                                                                 |                                                                 |                                                                 |                                                                 |                                                                 |                                                                 |
| 7                                                               | 9e Rallye d'Australie (13-16 septembre)                         | 27 spéciales 484,4 km Gravier                                   | 1                                                               | Tommi Mäkinen                                                   | Seppo Harjanne                                                  | Mitsubishi Lancer Evo 3                                         | 4 h 08 min 50 s                                                 |
| 7                                                               | 9e Rallye d'Australie (13-16 septembre)                         | 27 spéciales 484,4 km Gravier                                   | 2                                                               | Kenneth Eriksson                                                | Staffan Parmander                                               | Subaru Impreza 555                                              | +1 min 17 s                                                     |
| 7                                                               | 9e Rallye d'Australie (13-16 septembre)                         | 27 spéciales 484,4 km Gravier                                   | 3                                                               | Carlos Sainz                                                    | Luis Moya                                                       | Ford Escort RS Cosworth                                         | +1 min 21 s                                                     |
|                                                                 |                                                                 |                                                                 |                                                                 |                                                                 |                                                                 |                                                                 |                                                                 |
| 8                                                               | 38e Rallye Sanremo (13-16 octobre)                              | 18 spéciales 381,15 km Gravier/Asphalte                         | 1                                                               | Colin McRae                                                     | Derek Ringer                                                    | Subaru Impreza 555                                              | 4 h 26 min 57 s                                                 |
| 8                                                               | 38e Rallye Sanremo (13-16 octobre)                              | 18 spéciales 381,15 km Gravier/Asphalte                         | 2                                                               | Carlos Sainz                                                    | Luis Moya                                                       | Ford Escort RS Cosworth                                         | +22 s                                                           |
| 8                                                               | 38e Rallye Sanremo (13-16 octobre)                              | 18 spéciales 381,15 km Gravier/Asphalte                         | 3                                                               | Bruno Thiry                                                     | Stéphane Prévot                                                 | Ford Escort RS Cosworth                                         | +2 min 09 s                                                     |
|                                                                 |                                                                 |                                                                 |                                                                 |                                                                 |                                                                 |                                                                 |                                                                 |
| 9                                                               | 32e Rallye de Catalogne (4-6 novembre)                          | 18 spéciales 393,26 km Asphalte                                 | 1                                                               | Colin McRae                                                     | Derek Ringer                                                    | Subaru Impreza 555                                              | 4 h 14 min 20 s                                                 |
| 9                                                               | 32e Rallye de Catalogne (4-6 novembre)                          | 18 spéciales 393,26 km Asphalte                                 | 2                                                               | Piero Liatti                                                    | Fabrizia Pons                                                   | Subaru Impreza 555                                              | +7 s                                                            |
| 9                                                               | 32e Rallye de Catalogne (4-6 novembre)                          | 18 spéciales 393,26 km Asphalte                                 | 3                                                               | Bruno Thiry                                                     | Stéphane Prévot                                                 | Ford Escort RS Cosworth                                         | +1 min 18 s                                                     |
|                                                                 |                                                                 |                                                                 |                                                                 |                                                                 |                                                                 |                                                                 |                                                                 |

## Classements

### Système de points en vigueur
| 25 pts | 20 pts | 17 pts | 14 pts | 12 pts | 10 pts | 9 pts | 8 pts | 7 pts | 6 pts | 5 pts | 4 pts | 3 pts | 2 pts | 1 pt |

| Points en fonction du classement du groupe | Points en fonction du classement du groupe | Points en fonction du classement du groupe | Points en fonction du classement du groupe | Points en fonction du classement du groupe | Points en fonction du classement du groupe | Points en fonction du classement du groupe | Points en fonction du classement du groupe | Points en fonction du classement du groupe | Points en fonction du classement du groupe | Points en fonction du classement du groupe | Points en fonction du classement du groupe | Points en fonction du classement du groupe | Points en fonction du classement du groupe | Points en fonction du classement du groupe | Points en fonction du classement du groupe | Points en fonction du classement du groupe |
| 1er | 2e                                         | 3e                                         | 4e                                         | 5e                                         | 6e                                         | 7e                                         | 8e                                         | 9e                                         | 10e                                        |                                            |                                            |                                            |                                            |                                            |                                            |                                            |
| --- | ------------------------------------------ | ------------------------------------------ | ------------------------------------------ | ------------------------------------------ | ------------------------------------------ | ------------------------------------------ | ------------------------------------------ | ------------------------------------------ | ------------------------------------------ | ------------------------------------------ | ------------------------------------------ | ------------------------------------------ | ------------------------------------------ | ------------------------------------------ | ------------------------------------------ | ------------------------------------------ |
| 10 pts | 9 pts                                      | 8 pts                                      | 7 pts                                      | 6 pts                                      | 5 pts                                      | 4 pts                                      | 3 pts                                      | 2 pts                                      | 1 pt                                       |                                            |                                            |                                            |                                            |                                            |                                            |                                            |
| Les deux voitures les mieux classées par équipe marquent des points pour le championnat constructeur. Les points du classement général et du groupe sont additionnés, mais seules les voitures qui sont rentrées dans le top 15 du classement général marquent les points du classement du groupe |                                            |                                            |                                            |                                            |                                            |                                            |                                            |                                            |                                            |                                            |                                            |                                            |                                            |                                            |                                            |                                            |

| 20 pts | 15 pts | 12 pts | 10 pts | 8 pts | 6 pts | 4 pts | 3 pts | 2 pts | 1 pts |

### Classement constructeurs
| 1 | Subaru     | 43 | 50 | 29 | 56 | 38 | 18 | 50 | 53 | 64 | 401 |
| 2 | Mitsubishi | 47 | 50 | 0  | 41 | 56 | 46 | 53 | 11 | 18 | 322 |
| 3 | Ford       | 40 | 13 | 35 | 40 | 47 | 5  | 40 | 54 | 25 | 299 |

### Classement pilotes
| 1   | Tommi Mäkinen        | 1   | 1   | Ret | 2   | 1   | 1   | 1   | Ret | 5   | 123 |
| 2   | Colin McRae          | 3   | 4   | Ret | 1   | Ret | Ret | 4   | 1   | 1   | 92  |
| 3   | Carlos Sainz         | 2   | Ret | 1   | 3   | 2   | Ret | 3   | 2   | Ret | 89  |
| 4   | Kenneth Eriksson     | 5   | 2   | Ret | 5   | 3   | 5   | 2   | 5   | 7   | 78  |
| 5   | Piero Liatti         | 12  | 5   | 2   | 4   | 7   |     | 7   | Ret | 2   | 56  |
| 6   | Bruno Thiry          |     |     |     | 6   | 5   | 11  | 6   | 3   | 3   | 44  |
| 7   | Juha Kankkunen       | 4   |     | 3   |     |     | 2   |     |     |     | 37  |
| 8   | Freddy Loix          |     |     |     | 7   |     |     |     | 4   | 4   | 24  |
| 9   | Richard Burns        |     |     | Ret |     | 4   |     | 5   |     | Ret | 18  |
| 10  | Marcus Grönholm      | 7   |     |     |     |     | 4   |     |     |     | 14  |
| 11  | Gilberto Pianezzola  |     |     |     | 8   | 6   |     |     | 7   |     | 13  |
| 12= | Ian Duncan           |     | 3   |     |     |     |     |     |     |     | 12  |
| 13  | Jarmo Kytölehto      |     |     |     |     |     | 3   |     | Ret | Ret | 12  |
| 14  | Yoshio Fujimoto      |     |     | 4   |     |     |     | 9   |     |     | 12  |
| 15  | Thomas Rådström      | 6   |     |     | Ret |     | 6   |     |     | Ret | 12  |
| 16  | Patrick Bernardini   |     |     |     | 9   | 9   |     |     | 10  | 6   | 11  |
| 17  | Reza Pribadi         |     |     | 5   |     |     |     |     |     |     | 8   |
| 18  | Stig Blomqvist       | 8   | 7   |     |     |     |     | Ret |     |     | 7   |
| 19  | Rui Madeira          |     |     |     | Ret | 8   | 9   |     | Ret | 9   | 7   |
| 20  | Kenjiro Shinozuka    |     | 6   |     |     |     |     |     |     |     | 6   |
| 21  | Michael Lieu         |     |     | 6   |     |     |     | Ret |     |     | 6   |
| 22  | Franco Cunico        |     |     |     |     |     |     |     | 6   |     | 6   |
| 23  | Shigeyuki Konishi    |     |     | 7   |     |     |     | 25  |     |     | 4   |
| 24  | Sebastian Lindholm   | Ret |     |     |     |     | 7   |     |     |     | 4   |
| 25  | Didier Auriol        | 10  |     |     |     |     |     |     | 8   |     | 4   |
| 26  | Angelo Medeghini     |     |     |     | Ret | 12  | 10  |     | 9   | 10  | 4   |
| 27  | Hideaki Miyoshi      |     | 8   |     |     |     |     | 29  |     |     | 3   |
| 28  | Irvan Gading         |     |     | 8   |     |     |     |     |     |     | 3   |
| 29  | Lasse Lampi          |     |     |     |     |     | 8   |     |     |     | 3   |
| 30  | Possum Bourne        |     |     |     |     |     |     | 8   |     |     | 3   |
| 31  | Oriol Gómez          |     |     |     |     |     |     |     |     | 8   | 3   |
| 32  | Tomas Jansson        | 9   |     |     |     |     |     |     |     |     | 2   |
| 33  | Patrick Njiru        |     | 9   |     |     |     |     |     |     |     | 2   |
| 34  | Chandra Alim         |     |     | 9   |     |     |     |     |     |     | 2   |
| 35  | Jonathan Toroitich   |     | 10  |     |     |     |     |     |     |     | 1   |
| 36  | Bambang Hartono      |     |     | 10  |     |     |     |     |     |     | 1   |
| 37  | Jean-Pierre Richelmi |     |     |     | 10  |     |     |     |     |     | 1   |
| 38  | Uwe Nittel           | 16  |     |     | 14  | 10  | 16  | DSQ | Ret | 16  | 1   |
| 39  | Ed Ordynski          |     |     |     |     |     |     | 10  |     |     | 1   |